# Австралазия
Австралазия е регион в Океания, който обхваща Австралия, Нова Зеландия, остров Нова Гвинея и съседните им острови в Тихия океан.
Най-голяма по площ от държавите в региона е Австралия и едновременно с това е самостоятелен континент. Някога европейски колонии, днес много от тихоокеанските острови са самостоятелни държави и имат близки търговски отношения със Северна Америка и Азия.

## Данни
- Площ: 8 508 238 кв. км.
- Население: 29 700 000 души
- Държави: 14
- Най-висока точка: връх Вилхелм, Папуа Нова Гвинея – 4509 м.
- Най-дълга река: Мъри Дарлинг, Австралия – 3750 км.
- Най-голямо езеро: езеро Еър, Австралия – 9583 кв. км.

## Географски особености
Ландшафтът на Австралия и Океания е разнообразен – от тропически гори в северните части до безводни пустини в Централна Австралия. Много от островите са с вулканичен произход, плажовете им са покрити с пясък, опасани са от високи планини. Има постоянна заплаха от земетресения.

### Коралови острови
Много от хилядите малки острови в Океания са върхове на подводни вулканични планини, които се извисяват над повърхността на Тихия океан. Кораловите рифове край песъчливите брегове на островите изобилстват от тропичеки риби.

#### Гейзери
Срещат се в Нова Зеландия, където горещите скали затоплят водата в подземните галерии. Когато тя достигне до точката на кипене, на 500 м. височина във въздуха изригва фонтан от вряща вода и пара.

##### Голяма пясъчна пустиня
От пясъците на австралийската гореща суха западна пустиня се издигат остри варовикови скали с причудливи форми. Те са творение на ерозията, предизвикана от корените на растенията и силните ветрове, духащи тук през последните 25 хил. години.

## Климатични пояси
Разнообразните пейзажи и огромната площ обуславят наличието на различни климатични пояси в Австралазия и Океания. Северна Австралия и Папуа Нова Гвинея са вечно горещи с два сезона: влажен и сух; в източните части лятото е горещо, а зимите – меки, докато централните части са заети от суха пустиня.
Климатът в Нова Зеландия е мек и влажен, а островите в западната част на Тихия океан са с влажен, тропически климат.

### Пасища
В Австралия има обширни площи сухи, открити пасища, известни като пустош. Най-подходящите земи за отглеждането на добитък са Куинсланд и Нов Южен Уелс. Оскъдните водни извори се допълват от подпочвените води на артезианските кладенци.
Сочни пасища покриват източните части на Южния остров в Нова Зеландия.

### Евкалиптови гори
В Австралия растат много евкалиптови дървета. Съществуват различни видове евкалипти във всички климатични пояси – от студените, влажни планински върхове до горещите, сухи части във вътрешността. Евкалиптите са вечно зелени дървета с жилави листа.

### Тропична влажна гора
Влажни вечнозелени гори покриват Соломоновите острови, планините в Папуа Нова Гвинея и части от Северна Австралия. Често обгърнати в мъгла, тези гъсти, буйни гори са убежище за дивите животни. В тях виреят над 600 вида дървета. Сечта в Кунсланд се контролира с цел опазване на околната среда.

### Скруб
По границите на четирите пустини, които се намират във вътрешността на Австралия, има безводни области, в които вали рядко. В тях растат сухоустойчиви треви, редки храсти и ниски дървета.

### Крайбрежен климат
Крайбрежната ивица между Бризбейн и Мелбърн в Югоизточна Австралия е заградена в западната си част от върховете на Голямата вододелна планина, включваща Австралийските Алпи. Топлият бриз от Тихия океан носи дъжд в този зелен и плодороден район. Дългите, песъчливи плажове и мекият, приятен климат го превръщат в най-гъсто населеното място в Австралия.

### Гореща пустиня
Грандиозните червени скали олгас се издигат внезапно от безводната, равна, изпепеляваща Централна пустиня. Разположена край Улуру (скалата Ейърс), гигантската маса скали се е образувала преди над 570 млн. години и постепенно ерозира през последните 150 млн. години.

### Широколистни гори
Западният бряг на Южния остров на Нова Зеландия е покрит с широколистни гори. Дъб, бук и сагуа избуяват в мекия влажен климат.

### Физикогеографско райониране
Австралазия се разполага в пределите на субтропичния, тропичния, субекваториалния и екваториалния пояси. На нейната територия са обособени 6 големи сектора: 1. Източноавстралийски планини; 2. Централна низина; 3. Западноавстралийски плата; Нова Гвинея и 4. Нова Зеландия. Те от своя страна се поделят на 18 области, в които на свой ред са обособени 36 подобласти.
1. Източноавстралийски планини – разположени са в източната част на Австралия и обхващат изцяло Голямата вододебна планина, явяваща се важна климатична бариера и заета преобладаващо с горски планински ландшафти.
1.1. Планини в щата Куинсланд – представляват съчетание от планини и вътрешни плата, простиращи се в субекваториалния и тропичния климатични пояси.
1.1.1. Брегови хребети – простират се по източното крайбрежие.
1.1.2. Междупланински котловини – простират се от север на юг между Бреговите хребети на изток и Големия вододел на запад.
1.1.3. Голям вододел – простира се на близо 2000 km от полуостров Кейп Йорк на север до границата с щата Нов Южен Уелс на юг.
1.2. Планини в щата Нов Южен Уелс – средновисоки планини, с дълбоко тектонско разчленение, субтропичен непостоянно влажен климат.
1.2.1. Хребет Ню Ингланд – в североизточната част на щата.
1.2.2. Хребет Ливърпул – в източната част на щата.
1.2.3. Сини планини – в източната част на щата.
1.2.4. Австралийски Алпи – в югоизточната част на щата.
1.3. Планини в щата Виктория и остров Тасмания – средновисоки блоково-нагънати планини, с дълбоко тектонско разчленение, с древен вулканизъм и субтропичен непостоянно влажен климат.
1.3.1. Планини в щата Виктория
1.3.2. Остров Тасмания
2. Централна низина – заета е от акумулативни ниски равнини с ясно изразена географска зоналност, с нарастване на континенталността на климата във вътрешността и смяна на ландшафтите от редки гори и савани по периферията към полупустини и пустини във вътрешността.
2.1. Северен Куинсланд – ниска акумулативна равнина със субекваториален климат.
2.1.1. Равнини Карпентария – обхваща източното, южното и югозападното крайбрежие на залива Карпентария
2.1.2. Възвишение Селуин
2.2. Централен басейн – ниска безотточна езерна акумулативна равнина със слаб повърхностен отток и тропичен сух климат.
2.2.1. Плато на крийковете – заема североизточната част на областта.
2.2.2. Пустиня Арунта – заема централната, най-суха частна областта.
2.2.3. Езерно-солончакова равнина – заема югозападната част на областта с езерата Еър и Фром.
2.2.4. Равнина Гибер – заема северозападната част на областта.
2.3. Равнини Дарлинг – обхваща водосборния басейн на река Дарлинг и представлява ниска акумулативна равнина на мястото на тектонско понижение.
2.3.1. Северни предпланини – заема северните високи части на басейна на река Дарлинг.
2.3.2. Централни равнини – заема средните части на басейна на река Дарлинг.
2.3.3. Южни равнини – заема южните ниски части на басейна на река Дарлинг.
2.4. Равнини Мъри – обхваща средния и долния басейн на река Мъри. Представлява ниска акумулативна равнина, със субтропичен, сезонно засушлив климат и преобладаване на храстова растителност.
2.4.1. Риверайна – простира се покрай средното течение на река Мъри.
2.4.2. Равнини на Долна Мъри – заема района на долното течение на река Мъри.
2.5. Южни хребети и полуострови – заема ниските хребети Флиндърс и Маунт Лофти и полуостров Еър. Представлява съчетание от ниски планини и равнини със слабо тектонско разчленение и предимно храстова растителност. Тук са разположени езерата Гарднър и Торънс.
2.5.1. Хребети Флиндърс и Маунт Лофти с езерата Гарднър и Торънс.
2.5.2. Полуостровен юг – заема полуостровите Еър и Флорио и остров Кунгуру.
3. Западноавстралийски плата – територия, заета от ниски плата и планини и падини със слабо развит повърхностен отток и преобладаване на тропическите пустини и полупустини.
3.1. Северна Австралия – климатът е субекваториален, сезонно засушлив, с преобладаване на сухия период.
3.1.1. Плато Кимбърли – в Северозападна Австралия.
3.1.2. Полуостров Арнхемланд – в най-северната част на континента.
3.1.3. Плато Бъркли – разположено е югозападно от равнините Карпентария.
3.2. Централна Австралия – най-обширната област на континента, заемаща неговата централна и западна част. Климатът е тропичен, сух, преобладават безотточните области със слаб повърхностен отток.
3.2.1. Плато в Северната територия – разположено в южната част на Северната територия.
3.2.2. Голяма пясъчна пустиня – в северозападната част на континента.
3.2.3. Централни островни планини – обхваща планините Макдонъл и Мъсгрейв, разположени в центъра на континента.
3.2.4. Голяма пустиня Виктория – простира се между Централните островни планини на север и равнината Наларбор на юг.
3.2.5. Пустиня Гибсън – разположена е между Голямата пясъчна пустиня на север и Голямата пустиня Виктория на юг.
3.2.6. Западно плато – заема обширни райони ва най-западната част на континента, в т.ч. и хребета Хамърсли.
3.3. Югозападна Австралия – средновисока цокълна денудационна равнина със субтропичен климат.
3.3.1. Суонланд – заема крайната югозападна част на континента.
3.3.2. Езерни равнини – простират се между Западното плато на север и природната област Суонланд на юг.
3.3.3. Равнина Наларбор – обширна морска акумулативна равнина, простираща се покрай северния бряг на Големия Австралийски залив.
4. Нова Гвинея – заема втория по големина остров на Земята – Нова Гвинея и архипелага Бисмарк. Имат обособено положение с островни дъги, дълбоко тектонско разчленение и преобладаващо океански климат.
4.1. Низини на реките Дигул и Флай – ниски акумулативни силно заблатени равнини със субекваториален климат, гъста речна мрежа, със смесени, постоянно влажни гори и савани.
4.2. Полуостровен запад – заема полуостровите Чандравасих и Бомбарай, заети от ниски, нагънато-блокови планини, със съвременно дълбоко ерозионно разчленение, екваториален климат и влажни гори.
4.3. Средищни планини – простират се по цялото протежение на острова от запад-северозапад на изток-югоизток и представляват високи нагънато-блокови планини със съвременно дълбоко ерозионно разчленение.
4.3.1. Западни хребети – простират се на индонезийската част на острова.
4.3.2. Източни хребети – простират се на територията на Папуа-Нова Гвинея.
4.4. Долини на реките Сепик и Иденбург – заемат междинното понижение между Средищните планини на юг и Северните брегови хребети на север. Представляват ниски акумулативни силно заблатени равнини с екваториален климат и заети от гъсти и влажни гори.
4.5. Северни брегови хребети – средновисоки планини с древен вулканизъм, екваториален и субекваториален климат и постоянно влажни вечнозелени гори.
5. Меланезия – заема архипелага Бисмарк. Има обособено положение и съвременен вулканизъм.
6. Нова Зеландия – обособено островно положение, дълбоко тектонско разчленение и океански климат.
6.1. Северен остров – съчетание от планини и равнини, съвременен вулканизъм и субтропичен климат.
6.2. Южен остров – зает е предимно от високи нагънато блокови планини, дълбоко ерозионно разчленени и съвременно заледяване. Климатът е субтропичен.

## Население
Най-ранните заселници в Австралазия са аборигените в Австралия и полинезиийците и меланезийците по островите в Тихия океан. Европейците започват да колонизират Австралия и Нова Зеландия в края на 18 век. От 1970-те години много други народи се заселват в Австралия, включително китайци, камбоджанци и виетнамци.

## Природни богатства
Земята е най-голямото богатство на Австралия и Нова Зеландия и се използва за отглеждането на добитък, овце и добив на жито. Австралия е богата на минерали и е световен лидер в производството на боксит (алуминиева руда), диаманти и оловна руда. Основните богатства на тихоокеанските острови са рибата и кокосовите продукти, например копра, влакна за въжета и рогозки.